# Longwood House

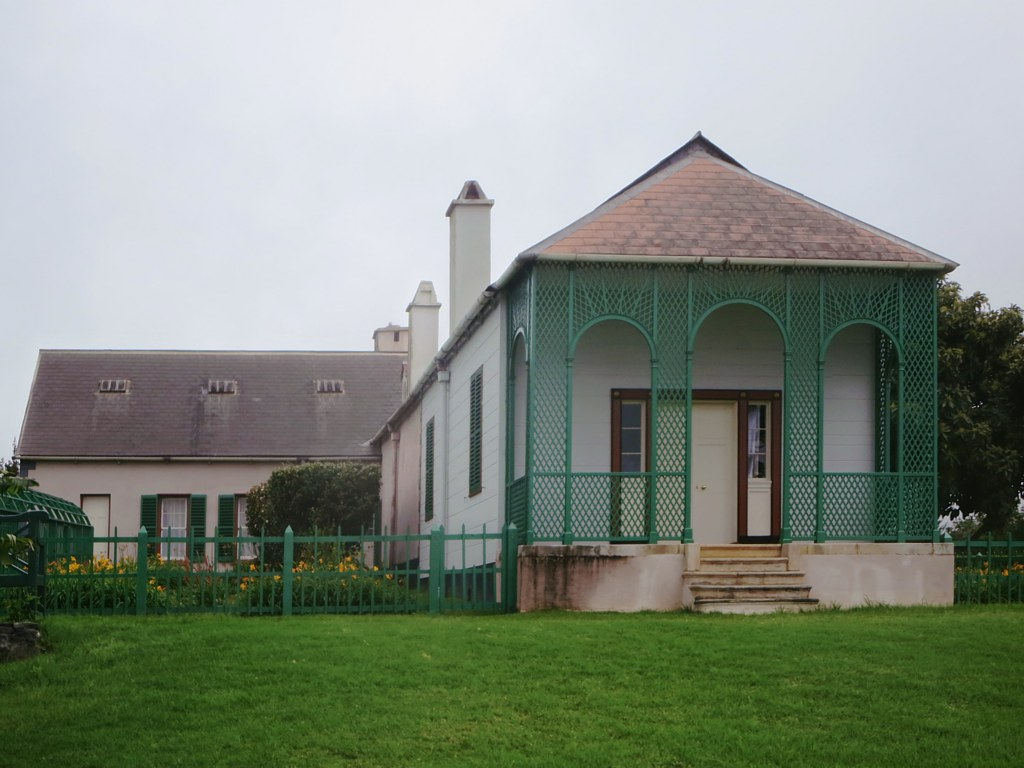
Longwood House (2014)

Longwood House war der Exilwohnsitz Napoleon Bonapartes nach seiner Verbannung auf die Insel St. Helena. Er lebte dort vom 10. Dezember 1815 bis zu seinem Tod am 5. Mai 1821. Das Gebäude befindet sich im Nordosten der Insel im gleichnamigen Distrikt Longwood.

## Geschichte

### Napoleons Aufenthalt

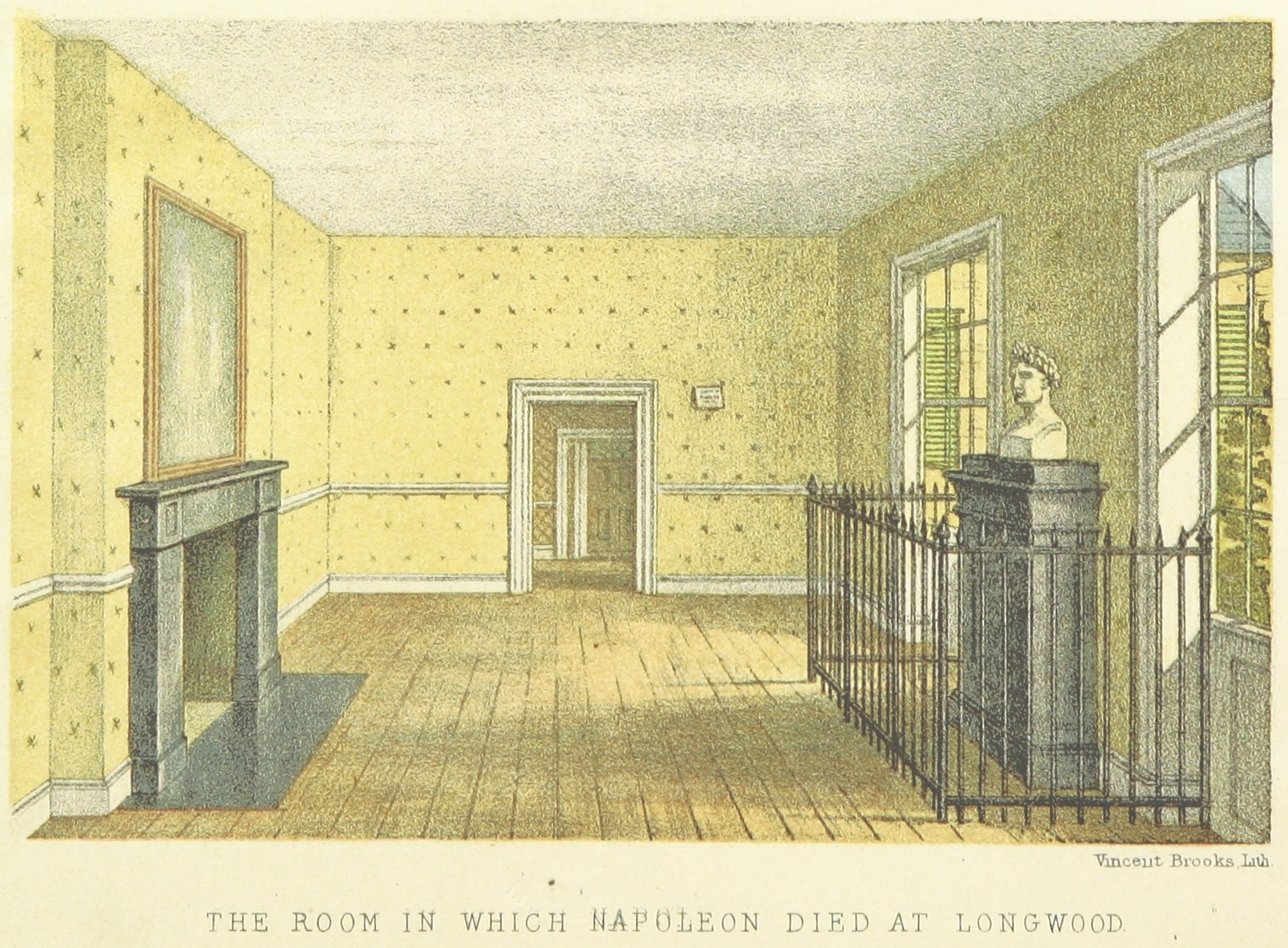
Das Sterbezimmer Napoleons (um 1870)

Zunächst war Longwood die Residenz des britischen Gouverneurs und wurde eigens für den Einzug Napoleons und seines Gefolges entsprechend hergerichtet. Kurz vor seinem Tod wurde mit dem Bau eines Ersatzhauses namens New Longwood begonnen, welches aber nicht mehr rechtzeitig fertig wurde. Im Februar 1818 schlug der damalige Gouverneur Sir Hudson Lowe Lord Bathurst vor, Napoleon in ein anderes Haus zu verlegen, das in einem freundlicheren Klima lag. Doch die Veröffentlichungen Gourgauds in London bewogen Lord Bathurst dazu, Napoleon in Longwood zu belassen, um eine mögliche Flucht zu verhindern. Das Haus befindet sich im windig-feuchten Teil der Insel und weist klimatisch ungünstige Bedingungen für die Gesundheit auf, was Napoleon, der in seinem Exil immer wieder davon ausging, vorsätzlich von den britischen Behörden körperlich geschwächt und vergiftet zu werden, in gewisser Weise recht gab.

### Nach Napoleons Tod
Nach Napoleons Tod wurde das Haus der East India Company übergeben, kam aber 1833 wieder in den direkten Besitz der britischen Krone. Zunächst wurde es für landwirtschaftliche Zwecke genutzt. 1840 wurde der Leichnam von Napoleon mit der Fregatte Belle Poule nach Frankreich übergeführt, wo er im Invalidendom seine letzte Ruhe fand. Berichte über den zunehmenden Verfall des Hauses erreichten Napoleon III., der 1854 mit der britischen Regierung den Verkauf des Grundstücks an Frankreich aushandelte. 1858 schließlich konnten Longwood House und das Areal rund um das ehemalige Grab Napoleons für eine Gesamtsumme von 7100 Pfund übergeben werden. Seitdem befinden sich beide Besitztümer unter der Verwaltung der Saint Helena Napoleonic Heritage Ltd. Ein Vertreter der Regierung lebt in Longwood und ist zuständig für die Erhaltung, Pflege und Verwaltung beider Besitztümer. 1959 wurde auch der Briars Pavillion auf dem Anwesen der Familie Balcombe, in dem Napoleon die ersten beiden Monate auf St. Helena lebte bevor er Longwood House bezog, von Mabel Brookes der französischen Nation als Geschenk übergeben.
Heute ist Longwood House ein Museum und Wohnsitz des französischen Honorarkonsuls auf der Insel.

## Galerie

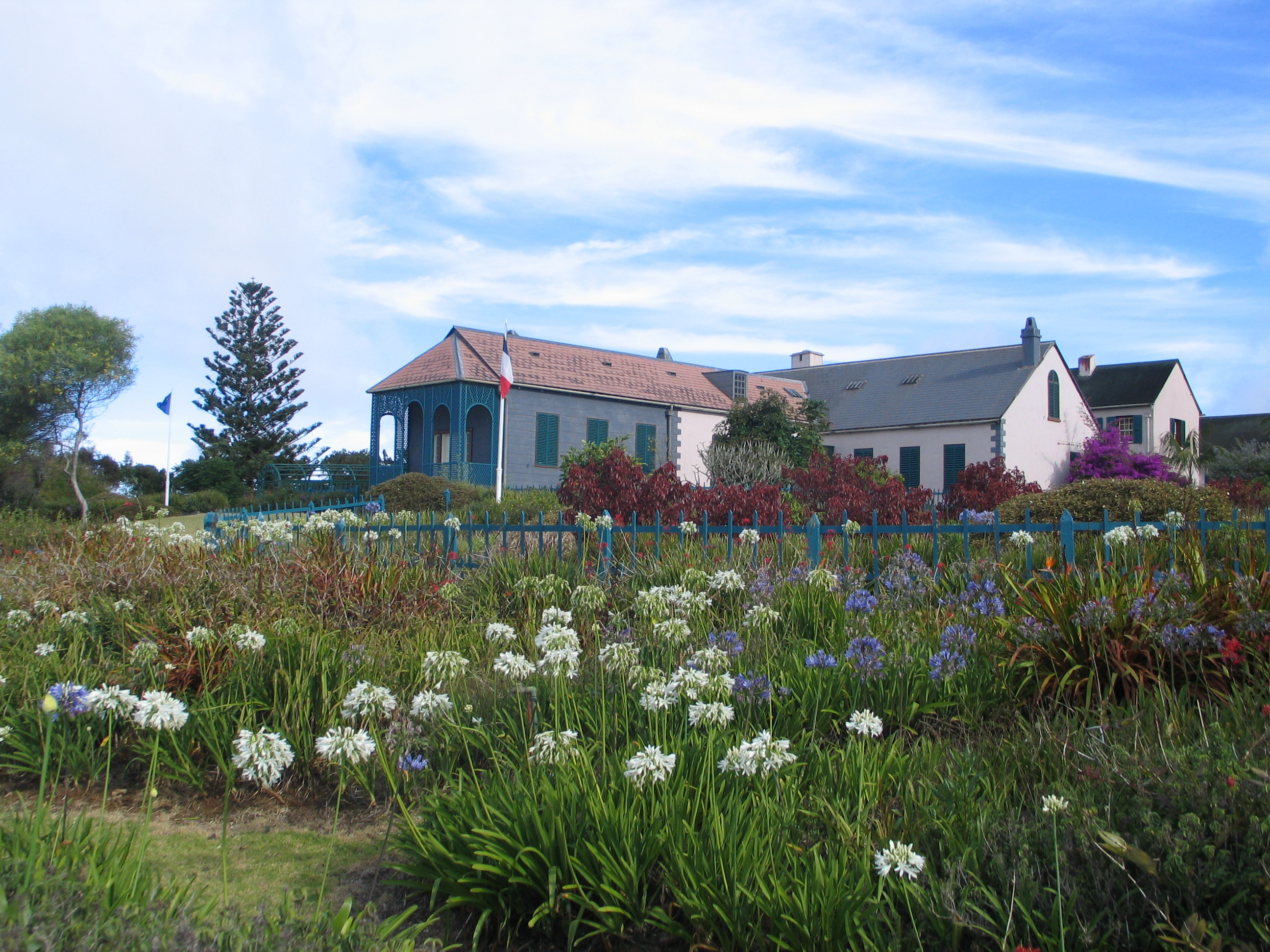
Longwood House, 2008
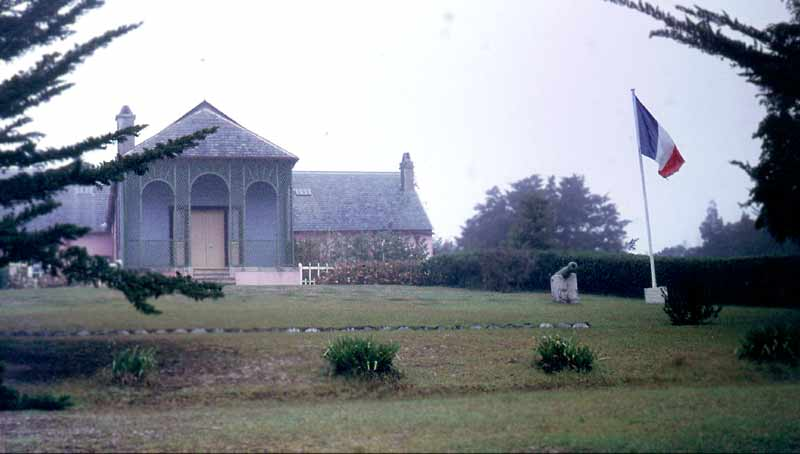
Longwood House, 1970
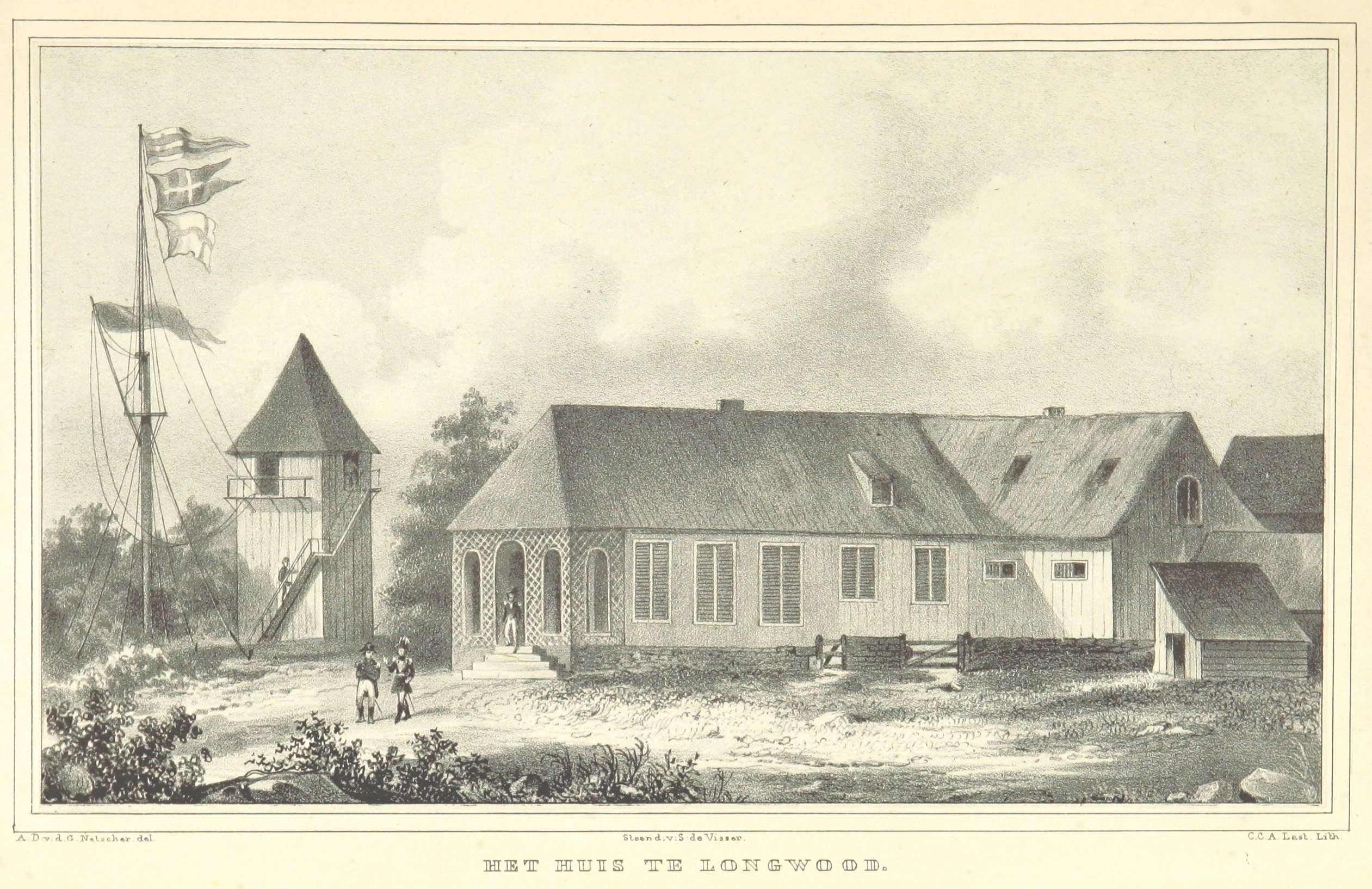
Longwood House, 1837
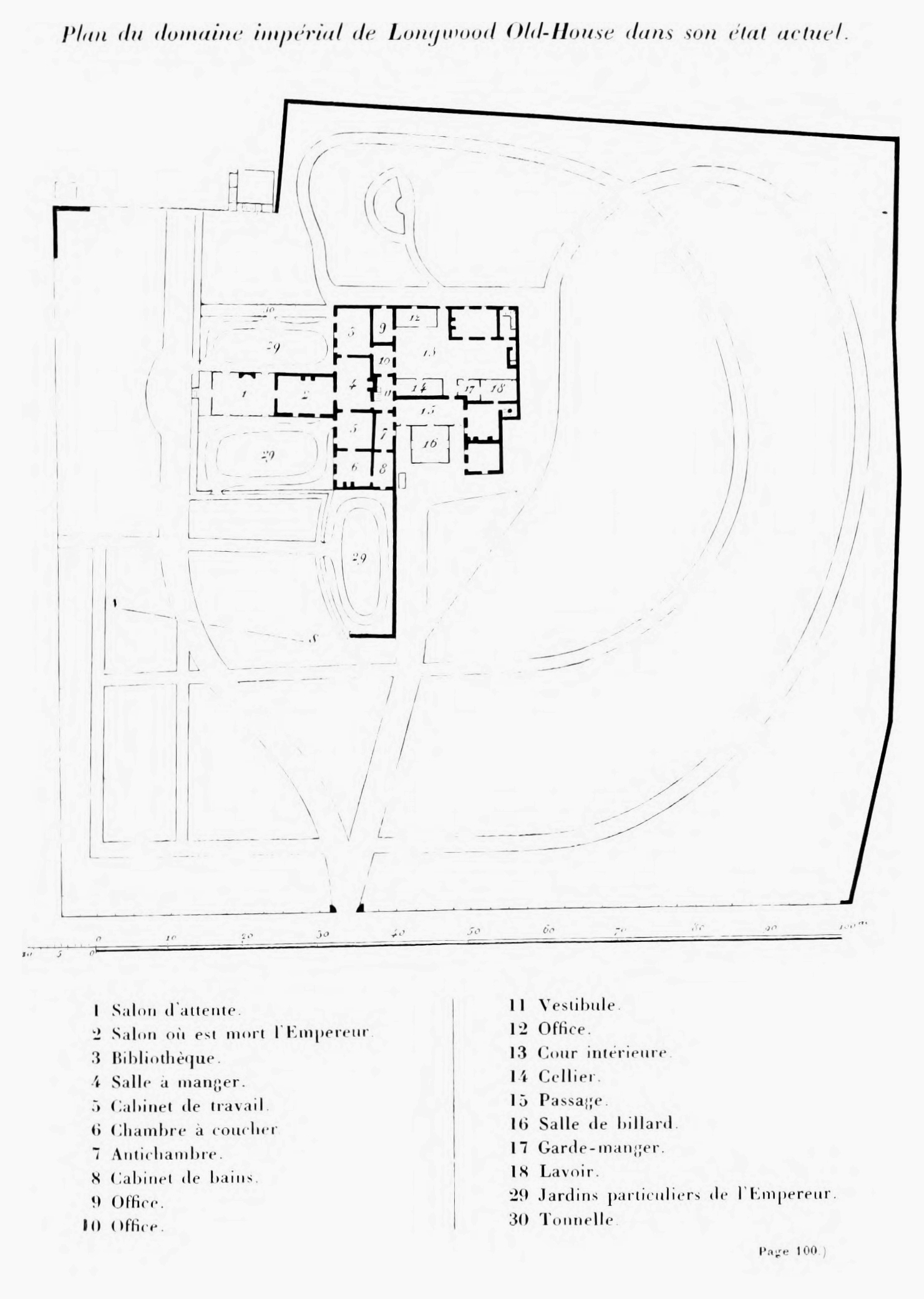
Planungskarte des Longwood House